# Anthidium florentinum
Anthidium florentinum là một loài Hymenoptera trong họ Megachilidae. Loài này được Fabricius mô tả khoa học năm 1775.

## Hình ảnh

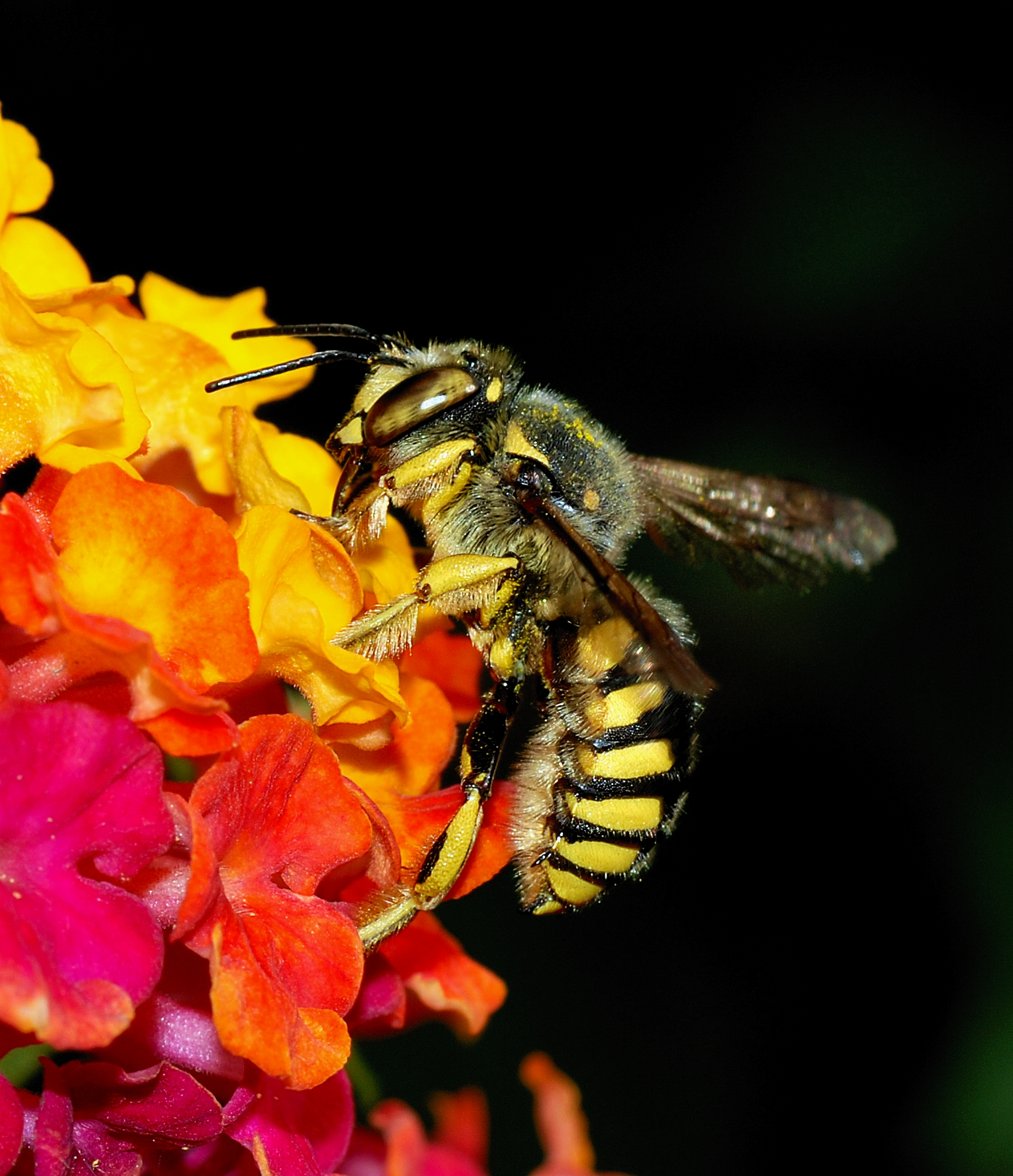
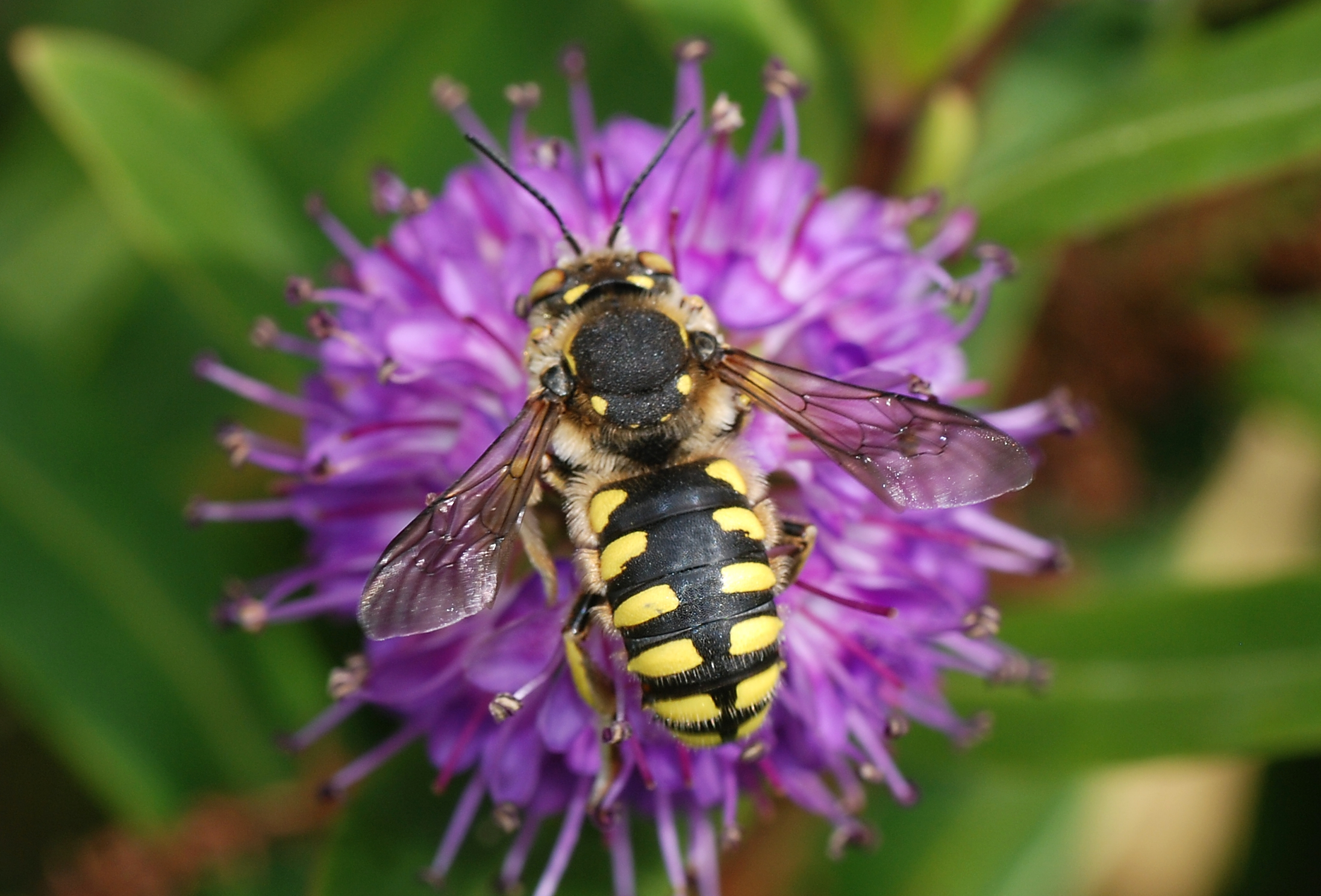
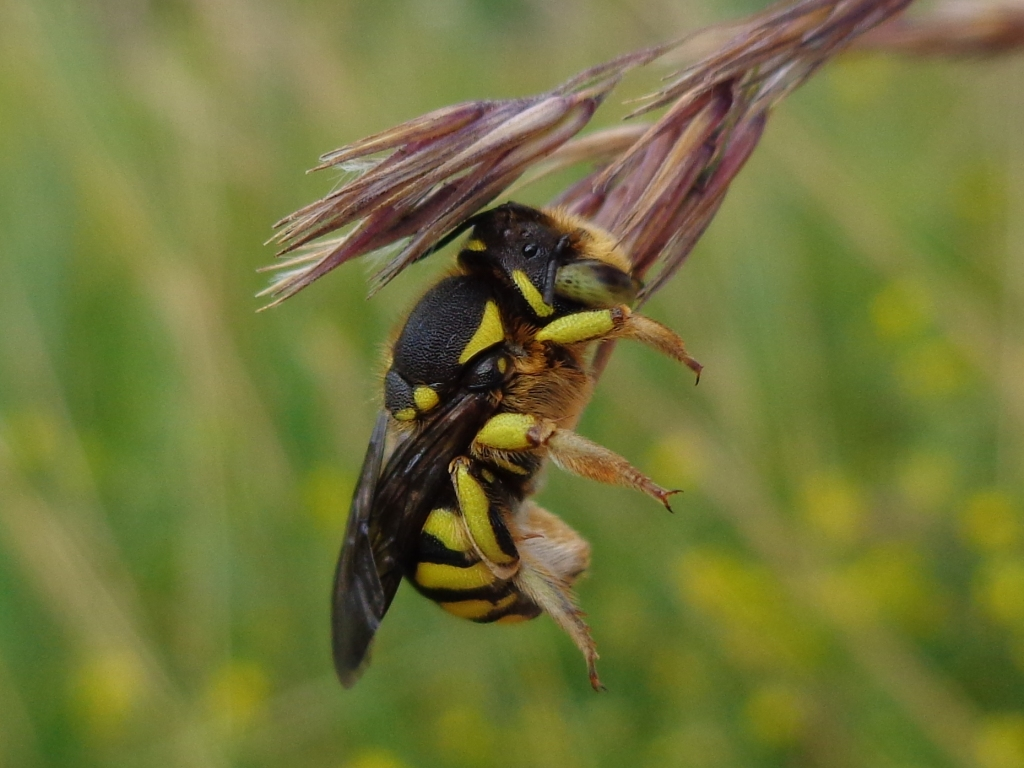
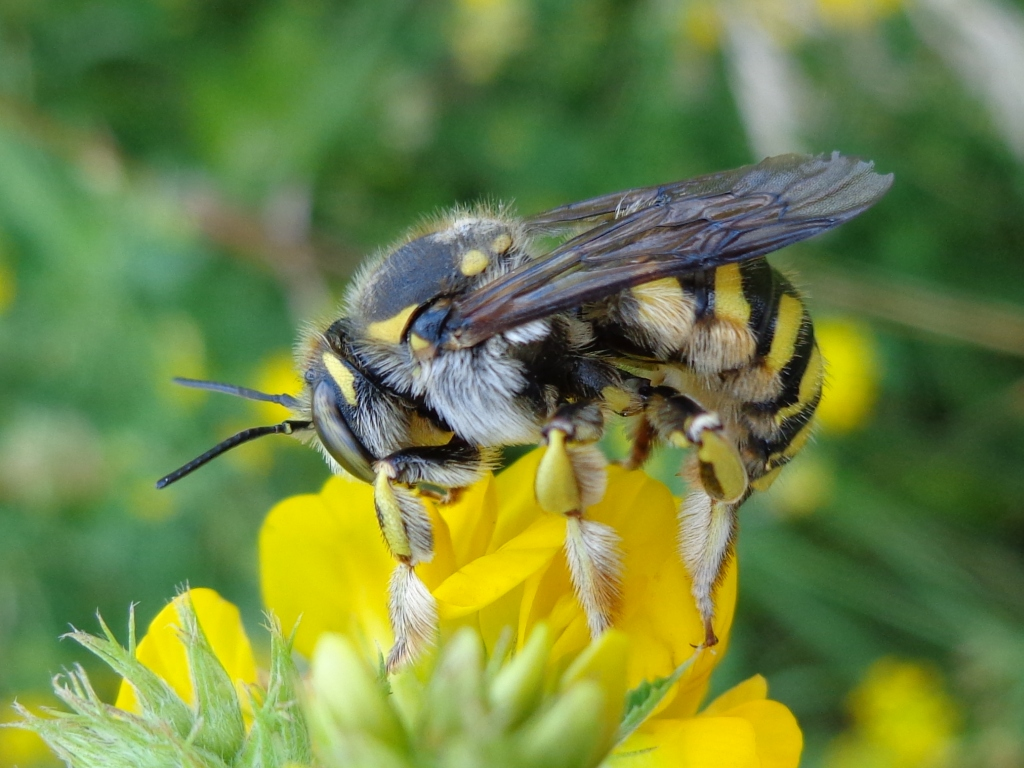